# Bráhmany
Bráhmany (jednotné číslo: bráhmana, dříve též bráhmanam; v dévanágarí ब्राह्मण) jsou výkladovou součástí védských hymnů (sanhit). Na bráhmany navazují filosofická a metafyzická díla - áranjaky, upanišady a brahmasútry. Všechny tyto texty patří do skupiny šruti (to, co bylo slyšeno).

## Obsah
- Bráhmany byly ve své původní podobě návody k vykonávání obětních ceremonií (vidhi).
- V bráhmanách jsou zmínky o hinduistických konceptech a výklad filosofických pojmů jako: karma, dharma, sansára, brahman, átma a jiné.
- Bráhmany detailně popisují životní způsob tradiční kněžské třídy bráhmanů, kde kladou důraz na čtyři hlavní stadia individuálního života: 1. brahmačarja – život s učitelem, 2. grhastha – život v rodině, 3. vánaprastha – život v ústraní, 4. sannjása – život celibátní.
- V bráhmanách jsou různé historky, teologické spekulace a argumentace (brahmódja).
- Bráhmany obsahují prozaické komentáře a bráhmanské výklady pravidel (artha-váda).
- Bráhmany obsahují základní myšlenky pro filosofická pojednání v áranjakách a upanišadách.

## Seznam
Bráhmany vždy patří k jedné ze čtyř sbírek védských hymnů (sanhit) a zároveň také k určité tradiční bráhmanské škole (šákhá):

### Rgvéda
- Aitaréjabráhmana (AB)
- Kaušítakíbráhmana (KS)
- Tándjabráhmana

### Sámavéda
- Džajminíjabráhmana (JB)
- Pančavimsabráhmana
- Šadvinšabráhmana
- Samavidhánabráhmana
- Áršéjabráhmana
- Daivatabráhmana
- Čhandógjabráhmana
- Sanhitópanišadbráhmana
- Vanšabráhmana
- Džajminíjópanišadbráhmana

### Jadžurvéd
- Kathakabráhmana

### Atharvavéd
- Gópathabráhmana